# 拳头游戏
拳头游戏公司（英語：Riot Games, Inc.）又稱銳玩遊戲，是一家总部位于美国加利福尼亚州洛杉矶的电子游戏开发商、发行商和电子竞技赛事组织方。2006年9月，布兰登·贝克（Brandon Beck）和马克·梅里尔（Marc Merrill）为开发《英雄联盟》而创立了拳头游戏公司，后继续开发了多款衍生游戏及独立背景的第一人称射击游戏《无畏契约》。2011年，拳头游戏被中国企业集团腾讯收购。拳头游戏的发行部门Riot Forge负责监督其他开发商制作的《英雄联盟》衍生作品，该公司与Fortiche合作发行了一部基于《英雄联盟》宇宙的电视剧集《奧術》。
拳头游戏运营着12家国际《英雄联盟》电竞联赛、《英雄联盟》全球总决赛和《特戰英豪》冠軍巡迴賽。截至2018年，拳头游戏公司在全球用有24间办公室，为联赛寻找公司赞助、出售相关商品及流媒体版权。拳头游戏曾面临指控和诉讼，声称其工作场所文化“有毒”（toxic），包括性別歧視和性骚扰，而拳头公司因使用强制仲裁来回应指控而受到批评。

## 历史
拳头游戏创始人布兰登·贝克（瑞兹，Brandon "Ryze" Beck）和马克·梅里尔（泰达米尔，Marc "Tryndamere" Merrill）在南加州大学学习商科时是室友。贝克和梅里尔认为，有太多的电子游戏开发者过于频繁地将他们的注意力从一个游戏转移到另一个游戏，二人将《遗迹保卫战》看作游戏可以得到长期支持和盈利的标志。他们还从亚洲电子游戏设计师那里获得了灵感，这些设计师免费发布游戏，但会收取额外费用。

## 概述
拳头游戏作为一个独立的游戏工作室于2006年由布兰登·雷兹·贝克（Brandon "Ryze" Beck）和马克·泰达米尔·美林（Marc "Tryndamere" Merrill）创立。2008年10月该公司宣布了其第一款游戏——《英雄联盟：命运冲突》（League of Legends: Clash of Fates），并在一年后以《英雄联盟》为名发布。游戏采用免费游戏、道具收費的模式盈利。
2008年，拳头游戏从风险投资公司基准资本和FirstMark Capital处获得了7百万美元的启动资金；2009年第二轮融资中，再次融得基准资本、FirstMark以及腾讯控股8百万美元投资。2011年2月，腾讯以总交易金额16.79亿元人民币（其中包含现金15.25亿元和1.55亿元股权）增持Riot Games，持股比例由交易前的22.34%增至92.78%。本次交易对RiotGames估值约21.68亿元人民币。彭博商业周刊和VentureBeat估计交易额大约为3.5至4亿美元。腾讯随后公布此次交易金额为$231,465,000。完成此次交易后，Riot Games成为腾讯旗下子公司，仍由原创始人及管理团队全权负责，独立运作。2015年12月16日，Riot Games透過部落格提到中國騰訊買下其全部股份，使Riot Games將成為騰訊的全資子公司。
拳头游戏的雇员中有来自原《DotA》的制作人员，比如前首席开发者史蒂夫·费克（Guinsoo）和前官方DotA-Allstars.com网站建立者Steve "Pendragon" Mescon。Riot Games还雇用了一些前暴雪娱乐的员工，包括《魔兽世界》前首席系统设计师格雷格·斯特里特。
2013年11月8日，拳头游戏宣布將會移動其總部到西洛杉磯的一棟新大樓。
2015年12月16日，拳头游戏將其剩餘的資產賣給騰訊。
2016年3月8日，拳头游戏宣布收购Radiant Entertainment。

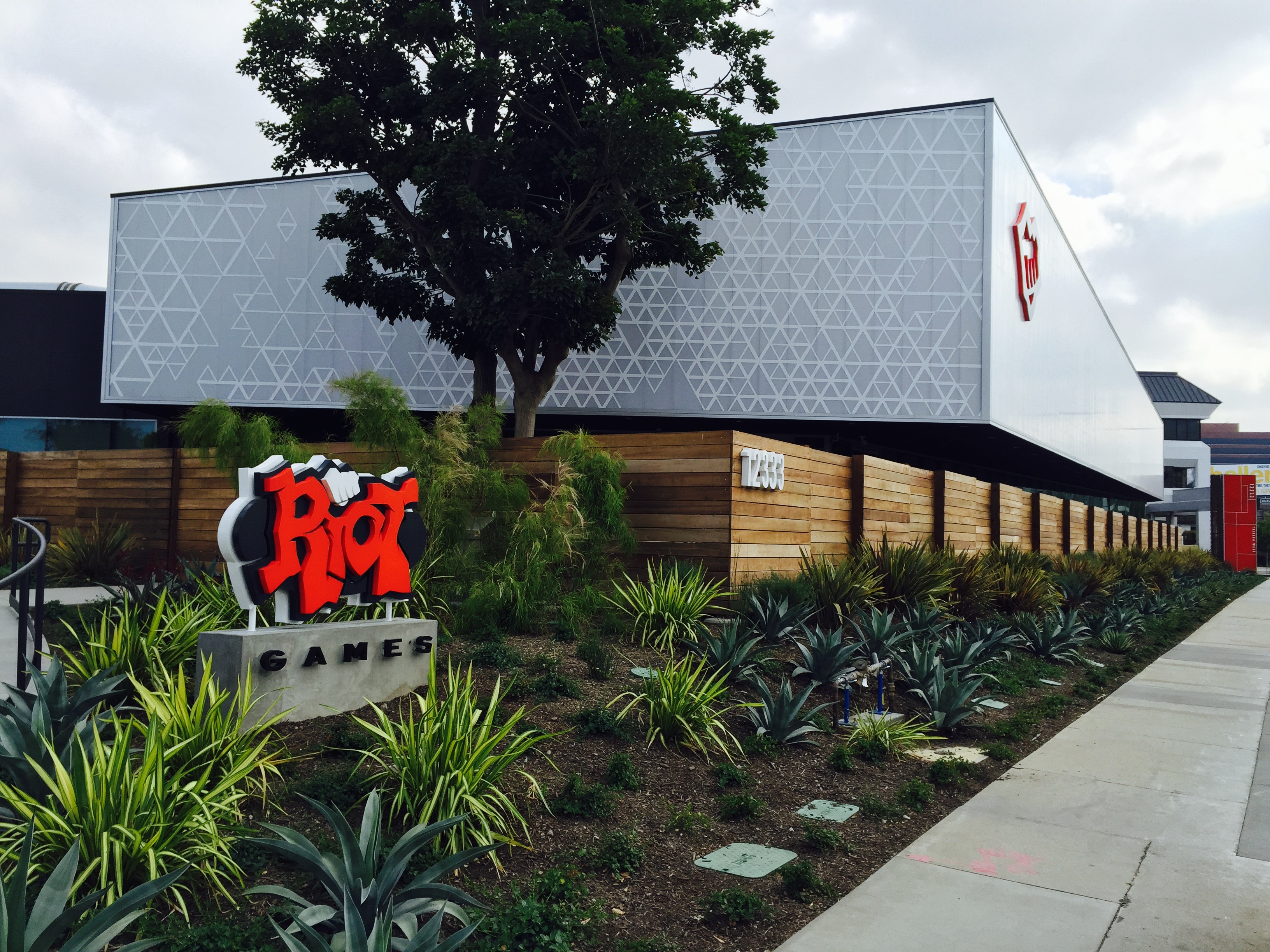
拳头游戏位于西洛杉矶的总部

2017年10月13日，拳头游戏的联合创始人贝克和美林宣布，他们正在开发新游戏，旨在为游戏和电子竞技玩家创造新的体验，同时将日常运营和英雄联盟团队管理给他们的三名长期雇员：Dylan Jadeja，Scott Gelb和Nicolo Laurent。
2020年4月16日，拳头游戏宣布收购Hypixel工作室。

## 分布
拳头游戏已经在全球多个国家和地区发行了《英雄联盟》。在中国大陆，拳头游戏的母公司腾讯公司负责游戏运营，而中国大陆的玩家无法登陆Riot运营的服务器。在东南亚以及台灣、港澳地區，游戏由在线游戏运营商Garena代理。2019年在英雄聯盟10周年發佈會當中，拳头游戏已表明不會讓Garena代理新遊戲，但仍保持英雄聯盟其合作關係。2022年11月9日，Garena宣布結束與原廠Riot的合作關係，結束代理英雄聯盟。
在欧洲，拳头游戏与法国电信旗下的GOA签署协议达成合作。2009年10月13日，GOA与Riot宣布将把欧洲服务器合并至GOA服务器。这意味着位于欧洲的玩家将不能在美国的服务器中游戏。由于玩家的负面反應，合服计划于16日终止。2010年5月10日，拳头游戏宣布将全面负责游戏在欧洲的运营，并为此兴建了位于都柏林的总部。
2012年7月19日，拳头游戏建立了希臘當地的官方測試伺服器。所有遊戲內容都在地化，包含翻譯後的目錄、文字、字幕及配音。2013年4月16日，Riot Games建立了俄羅斯當地的官方測試伺服器。

## 诉讼
2017年，拳头游戏起诉游戏无尽对决的开发者沐瞳科技，根据该游戏和拳头游戏旗下的首款游戏英雄联盟之间的相似性，拳头游戏认为这家中国公司侵犯了自己的版权。该案件最初在美国加利福尼亚州因为不方便法院原则而被驳回。2018年7月，腾讯代表拳头游戏向上海市第一中级人民法院提起了新的诉讼，最终腾讯方胜诉，前腾讯员工、时任上海沐瞳科技有限公司CEO被判向腾讯赔偿人民币1940万元。
2019年10月，拳头游戏（Riot Games）对 Riot Squad 电子竞技公司提起诉讼。Riot Squad电子竞技公司是一家总部位于芝加哥的电竞公司，2019年3月成立，拳头游戏指控Riot Squad故意侵犯拳头游戏的“Riot”商标。

## 旗下作品
- 《英雄联盟》（League of Legends）：2009年，MOBA遊戲。
- 《符文大地傳說》（Legends of Runeterra）：2020年，以英雄聯盟宇宙為題的電子卡牌遊戲（DCCG）。
- 《聯盟戰棋》（TeamFight Tactics）：2019年，以英雄聯盟的英雄衍生出的自走棋玩法。
- 《英雄聯盟：激鬥峽谷》（League of Legends: Wild Rift）：2020年，MOBA遊戲，為英雄聯盟手機及家用遊戲機版本。
- 《特戰英豪》：2020年，多人免費FPS遊戲，開發計畫為Project A。
- 《2XKO》：格鬥遊戲，開發中，開發計畫為Project L。
- 《Project F》（暫稱）：MMORPG遊戲，開發中，開發計畫為Project F。
- 《科加斯吃掉世界》（Cho'gath Eats the World）：2013年。
- 《英雄聯盟 普羅快跑》（Blitzcrank's Poro Roundup）：2015年。
- 《英雄聯盟 至高權力》（League of Legends: Supremacy）：未發行[26]。
- 《約德爾戰鬥營》（Mechs vs. Minions）：2016年，桌上遊戲。
- 《英雄联盟电竞经理》（LOL Esports Manager）：2022年以電競為題材的經營管理類手機遊戲。
- 《奧術》（Arcane）：2021年與Netflix合作的影集。
- 《聯盟外傳：殞落王者》（Ruined King: a League of Legends Story）
- 《聯盟外傳：海克斯失序》（Hextech Mayhem: a League of Legends Story）
- 《聯盟外傳：狙魔者》（The Mageseeker: a League of Legends Story）
- 《聯盟外傳：聚合之力》（CONVERGENCE: a League of Legends Story）
- 《聯盟外傳：努努之歌》（Song of Nunu: a League of Legends Story）
- 《符文戰場：英雄聯盟對戰卡牌》（Riftbound: League of Legends Trading Card Game）：2025年，集換式卡牌遊戲（TCG），開發計畫為Project K。